# Gentiana nyalamensis
Gentiana nyalamensis är en gentianaväxtart som beskrevs av T.N. Ho. Gentiana nyalamensis ingår i släktet gentianor, och familjen gentianaväxter. Utöver nominatformen finns också underarten G. n. parviflora.